# 聚好商城
聚好商城（英語：Jowell Global Ltd，NASDAQ：JWEL）是中华人民共和国一家控股公司，旗下拥有一個專門銷售化妆品、保健品、营养品以及家居用品的电子商务平台聚好商城。 该公司是隆力奇的关联公司。

## 歷史
1986年，俆之伟在江苏省常熟创立隆力奇，這是一家專門銷售蛇油膏、花露水为、日化品和保健品的公司。
2012年，聚好商城成立，定位為隆力奇产品的线上销售平台。徐之偉擔任CEO。
2021年3月17日，聚好商城在納斯達克上市。
2023年2月，隆力奇董事长徐之伟因涉嫌非法集资被苏州警方取保候审，有消息指徐之伟被立案侦查可能是与聚好商城的原始股东的利益纠纷有关。